# Alan Bennett (football)
Pour les articles homonymes, voir Alan Bennett et Bennett.
Alan Bennett est un footballeur irlandais né le 4 octobre 1981 à Cork. Il évolue au poste de défenseur.
Alan Bennett a reçu 2 sélections en équipe d'Irlande lors de l'année 2007 et a été sacré Champion d'Irlande en 2005.
Le 4 juillet 2011, il est transféré à Cheltenham Town pour une durée d'une année, avec option pour une seconde.
Le 31 janvier 2013, il quitte Cheltenham, son contrat ayant été résilié par consentement mutuel. Il rejoint ensuite l'AFC Wimbledon.

## Palmarès
Cork City FC
- Vainqueur du championnat d'Irlande de football 2005 et 2017
- Vainqueur de la Coupe d'Irlande de football 2016 et 2017

Brentford FC
- Vainqueur de la League Two 2008-2009.